# Brad Kahlefeldt
Bradley « Brad » Kahlefeldt né le 27 juillet 1979 à Temora en Australie est un triathlète professionnel, multiple champion d’Océanie de triathlon.

## Biographie
Brad Kahlefeldt naît dans la ville de Temora en Nouvelle-Galles du Sud en 1979, puis s'installe avec sa famille à Wagga Wagga à l'âge de 3 ans. Il pratique d'abord l'athlétisme avant de se tourner vers le triathlon à l'âge de 13 ans.
En 2002, Brad Kahlefeldt remporte les Championnats du monde de triathlon dans la catégorie espoirs devant le Suisse Sven Riederer et le Britannique Stuart Hayes. En 2005, il remporte sa première médaille aux Championnats du monde élite : le bronze, derrière son compatriote Peter Robertson et le Suisse Reto Hug. L'année suivante, il s'impose aux Jeux du Commonwealth à Melbourne, avec dix secondes d'avance sur le Néo-zélandais Bevan Docherty et seize secondes sur Peter Robertson. À l'issue de la saison, il reçoit le prix de l'Athlète masculin de Nouvelle-Galles du Sud de l'année.
Aux Championnats du monde de triathlon 2007 organisés à Hambourg, Brad Kahlefeldt termine une nouvelle fois troisième, derrière l'allemand Daniel Unger et l'espagnol Javier Gómez. Alors qu'il figurait parmi les favoris, il ne prend que la 16e place aux Jeux olympiques de 2008, handicapé par une blessure à la hanche. Sélectionné pour les Jeux olympiques de 2012, Brad Kahlefeldt est mis en quarantaine courant mai dans un hôpital de San Diego pour une possible tuberculose. Il en sort finalement quelques jours plus tard, l'hypothèse d'une tuberculose ayant été écartée.
En mai 2012, Brad Kahlefeldt et la triathlète australienne Emma Moffatt, en couple depuis plus de deux ans, annoncent leur séparation.

## Palmarès

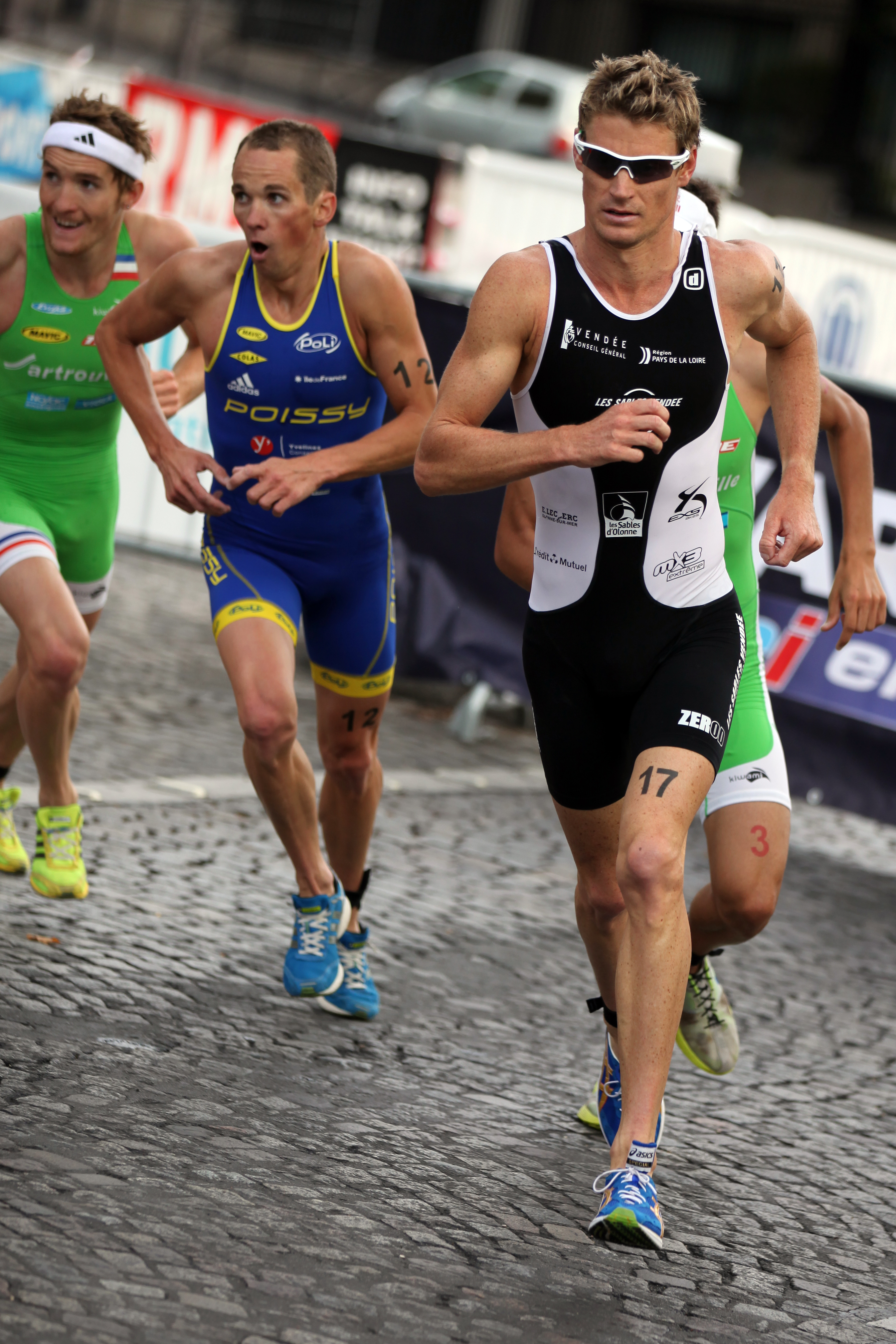
Brad Kahlefeldt à Paris en 2011.

Le tableau présente les résultats les plus significatifs (podium) obtenus sur le circuit international de triathlon depuis en 2000,.
| Année | Compétition                                        | Pays             | Position      | Temps           |
| ----- | -------------------------------------------------- | ---------------- | ------------- | --------------- |
| 2016  | Ironman 70.3 Hefei                                 | Chine            | Médaille d'or | 3 h 55 min 32 s |
| 2015  | Ironman 70.3 Bintan                                | Indonésie        | Médaille d'or | 3 h 55 min 13 s |
| 2014  | Ironman 70.3 Cairns                                | Australie        |               | 3 h 50 min 54 s |
| 2014  | Ironman 70.3 Putrajaya                             | Malaisie         |               | 3 h 55 min 36 s |
| 2013  | Ironman 70.3 Busselton                             | Australie        |               | 3 h 45 min 39 s |
| 2013  | Ironman 70.3 Cairns                                | Australie        |               | Timing          |
| 2011  | WTS Hambourg                                       | Allemagne        |               | 1 h 44 min 8 s  |
| 2011  | Coupe du monde - l'étape de Mooloolaba             | Australie        |               | 1 h 51 min 31 s |
| 2010  | Championnat du monde - Classement Général          |                  |               |                 |
| 2010  | Coupe du monde - l'étape de Mooloolaba             | Australie        |               | 1 h 51 min 52 s |
| 2010  | WTS Séoul                                          | Corée du Sud     |               | 1 h 52 min 17 s |
| 2009  | Championnats du monde de triathlon en relais mixte | États-Unis       |               | 1 h 21 min 4 s  |
| 2009  | WTS Hambourg                                       | Allemagne        |               | 1 h 44 min 14 s |
| 2009  | WTS Mooloolaba                                     | Australie        |               | 1 h 50 min 25 s |
| 2009  | Championnat d'Océanie                              | Australie        |               | 1 h 50 min 13 s |
| 2008  | Grand Prix de triathlon - Étape de Bordeaux        | France           | Médaille d'or | Timing          |
| 2008  | Coupe du monde - l'étape de New Plymouth           | Nouvelle-Zélande |               | 1 h 48 min 3 s  |
| 2007  | Championnats du monde de triathlon                 | Allemagne        |               | 1 h 43 min 35 s |
| 2007  | Coupe du monde - Classement Général                |                  |               |                 |
| 2007  | Championnat d'Océanie                              | Australie        |               | 1 h 52 min 19 s |
| 2006  | Grand Prix de triathlon - Étape de Lorient         | France           | Médaille d'or | Timing          |
| 2006  | Grand Prix de triathlon - Étape de Jard-sur-Mer    | France           | Médaille d'or | Timing          |
| 2006  | Jeux du Commonwealth - Melbourne                   | Australie        |               | 1 h 49 min 16 s |
| 2006  | Championnat d'Océanie                              | Australie        |               | 1 h 51 min 12 s |
| 2005  | Championnats du monde de triathlon                 | Japon            |               | 1 h 49 min 44 s |
| 2005  | Coupe du monde - Classement Général                |                  |               |                 |
| 2004  | Championnat d'Océanie                              | Australie        |               | 1 h 53 min 12 s |
| 2000  | Championnats du monde d'aquathlon                  | Mexique          |               | 0 h 29 min 0 s  |